# Andriy Yosypovych Bohdan
Andriy Yosypovych Bohdan (tiếng Ukraina: Андрій Йосипович Богдан; sinh ngày 3 tháng 12 năm 1976) là một luật sư Ukraine và cựu Chủ nhiệm Chính quyền Tổng thống Ukraina. Ngày 21 tháng 5 năm 2019, Tổng thống Ukraina Volodymyr Zelenskyy đã bổ nhiệm ông làm chủ nhiệm Văn phòng Tổng thống Ukraina, chịu trách nhiệm về các vấn đề truyền thông, pháp lý và chính trị. Ông Zelensky đã sa thải ông vào ngày 11 tháng 2 năm 2020. Trước đây, ông từng là luật sư riêng của đầu sỏ chính trị Ihor Kolomoyskyi.
Năm 2007, Bohdan được trao danh hiệu Luật sư danh dự của Ukraina.

## Tiểu sử

### Giáo dục
Ông học luật và kinh tế tại Đại học Lviv. Ông đã tốt nghiệp bằng phó tiến sĩ ngành khoa học pháp lý (tương đương với bằng Doctor of Law).

### Sự nghiệp
Trong cuộc bầu cử quốc hội Ukraina năm 2007, ông đã tranh cử Đại biểu Nhân dân với tư cách đảng viên của Khối Phòng vệ Nhân dân Ukraine của chúng ta. Vào thời điểm bầu cử, ông là cổ đông quản lý của công ty luật "Legal Counsel Lawyers". Dù thất bại trong cuộc bầu cử năm đó, ông lại trở thành trợ lý cho nghị sĩ quốc hội Andrey Portnov, người là thành viên của Khối Yulia Tymoshenko.
Ông được bổ nhiệm giữ chức Thứ trưởng Bộ Tư pháp từ năm 2007 đến năm 2010. Năm 2010, ông được bổ nhiệm làm Phó chủ nhiệm Nội các Bộ trưởng. Ông giữ chức Ủy viên Chính phủ về Chính sách Chống tham nhũng trong suốt nhiệm kỳ thứ nhất và thứ hai của chính phủ Azarov, từ năm 2010 đến năm 2014.
Trong cuộc bầu cử quốc hội Ukraina năm 2014, ông một lần nữa tranh cử Đại biểu Nhân dân, lần này là với tư cách thành viên của Petro Poroshenko Bloc. Vào thời điểm bầu cử, ông là luật sư của công ty luật "Status". Trong cuộc bầu cử lần này, Khối Petro Poroshenko giành được tổng 132 ghế, trong đó có 63 ghế giành được theo diện bầu trên toàn quốc (các ghế còn lại giành được là tại các đơn vị bầu cử).
Sau cuộc bầu cử, ông công tác với nhiệm vụ là cố vấn cho Thống đốc tỉnh Dnipropetrovsk Ihor Kolomoyskyi, và đại diện cho Ihor Kolomoyskyi với tư cách là luật sư trong các tranh chấp pháp lý liên quan đến Privatbank.
Ngày 21 tháng 5 năm 2019, Tổng thống Ukraina Volodymyr Zelensky đã bổ nhiệm ông làm Chủ nhiệm Chính quyền Tổng thống Trong vòng 4 ngày, 25.000 người Ukraina đã ký một bản kiến nghị điện tử ủng hộ việc sa thải Bohdan, kêu gọi rằng ông không thể được bổ nhiệm cho chức vụ này vì ông đã từng phục vụ trong chính phủ Azarov.
Ngày 2 tháng 8 năm 2019, Interfax-Ukraine báo cáo rằng Bohdan đã nộp đơn từ chức vào ngày trước đó. Cùng ngày, Tổng thống Zelensky tuyên bố rằng ông đã không ký vào lá thư từ chức của Bohdan và tuyên bố rằng "tất cả những người đã đồng hành cùng tôi" đã ký thư từ chức từ trước để họ không bị cách chức khi "quần chúng nhân dân hoặc tổng thống cảm thấy rằng người này hoặc người kia không đáp ứng được các mục tiêu đặt ra cho Ukraina".
Tháng 12 năm 2019, ông được xếp vị trí thứ 2 trong danh sách 100 người Ukraina có ảnh hưởng nhất được công bố bởi tạp chí Focus.
Tổng thống Zelensky đã cách chức ông khỏi vị trí người đứng đầu chính quyền tổng thống vào ngày 11 tháng 2 năm 2020. Andriy Yermak là người kế nhiệm ông.

## Điều tra
Bohdan liên quan đến một vụ án hình sự của Tổng công tố viên Ukraine. Ông bị nghi ngờ ảnh hưởng đến các phán quyết của tòa án, do đó mà Ukraina có nghĩa vụ trả cho Nga 3,2 tỷ euro dưới sự bảo lãnh của công ty United Energy Systems. Dự thảo công bố về những nghi ngờ đã được chuẩn bị, song các nhân vật lãnh đạo của cơ quan công tố đã ngăn chặn việc điều tra thêm.
Vào tháng 12 năm 2019, Mykhailo Nonyak, cựu người đứng đầu Ukrtransbezpeky đã khởi kiện ông. Nonyak yêu cầu tuyên bố bất hợp pháp đối với yêu cầu truy tố Nonyak của Bohdan và việc sa thải anh ta sau đó.
Bên cạnh đó, vào ngày 19–20 tháng 11 năm 2019, một kênh Telegram ẩn danh có tên "Trumpet Breakthrough" đã công bố các tập tin ghi âm từ văn phòng của Giám đốc Cục Điều tra Nhà nước Roman Truba, chứa nội dung cho thấy Cục đang thực hiện theo các mệnh lệnh chính trị. Đặc biệt, đó là lệnh của người đứng đầu Văn phòng Tổng thống Ukraina Andriy Bohdan liên quan đến cuộc đàn áp bất hợp pháp đối với Tổng thống thứ năm của Ukraina và các thành viên trong phe cánh của ông.

### Điều tra báo chí
Nhà báo Denys Bigus của chương trình "Our Money" tuyên bố rằng Bohdan có dính líu đến các công ty offshore, cho rằng ông đã nhúng tay vào các vụ lừa đảo tín dụng và thu lợi bất chính hàng trăm triệu hryvnia. Ông sở hữu một cơ ngơi bất động sản ở Koncha Zaspa và một số lô đất lớn ở tỉnh Kyiv, có được qua quá trình công tác trong cơ quan nhà nước. Các nhà báo cho rằng Bohdan là người đã hướng dẫn cách thực hiện việc gian lận tín dụng.

## Đời tư
Cha — Bohdan Yosyp Hnatovych (Phó Giáo sư Luật Dân sự và Tố tụng của Đại học Quốc gia Lviv).
Đã ly hôn, có 4 người con gái: Victoria, Anastasia, Catherine và Sofia.
Ông hiện đang hẹn hò với Anastasia Slichna kể từ năm2018.
Ông là một tín hữu của Giáo hội Công giáo Ukraina.